# Hamilton (Ohio)
Hamilton es una ciudad ubicada en el condado de Butler, Ohio, Estados Unidos. Tiene una población estimada, a mediados de 2021, de 62 947 habitantes.
Es la sede del condado.

## Geografía
La ciudad está ubicada en las coordenadas 39°23′36″N 84°33′57″O / 39.39333, -84.56583 (39.393428, -84.565754). Según la Oficina del Censo de los Estados Unidos, Hamilton tiene una superficie total de 56.71 km², de la cual 55.56 km² corresponden a tierra firme y 1.15 km² son agua.

## Demografía
Según el censo de 2020, en ese momento la población de la ciudad era de 63 399 habitantes. La densidad de población era de 1141.09 hab./km². El 74.6% de los habitantes eran blancos, el 9.9% eran afroamericanos, el 0.6% eran amerindios, el 0.9% eran asiáticos, el 0.4% eran isleños del Pacífico, el 6.1% eran de otras razas y el 7.5% eran de una mezcla de razas. Del total de la población, el 10.0% eran hispanos o latinos de cualquier raza.

## Oriundos famosos
Hamilton es el lugar de nacimiento del cantante Roger Troutman.